# Iwao Aoki
Iwao Aoki (青木 岩雄, Aoki Iwao), né le 3 septembre 1901 à Kobe et mort le 2 mai 1939, est ancien joueur de tennis japonais.

## Carrière
Il joue à Wimbledon en 1931, 1932, 1933 et 1934 où il atteint les 1/8 de finale en 1932
Vainqueur du Surrey Grass Court Championships 1931.